# Settle (album)
Pour les articles homonymes, voir Settle.
Albums de Disclosure
Settle: The Remixes
(2013)
Singles
1. Latch
Sortie : 8 octobre 2012
2. White Noise
Sortie : 1er février 2013
3. You & Me
Sortie : 28 avril 2013
4. F for You
Sortie : 2 août 2013
5. Help Me Lose My Mind
Sortie : 25 octobre 2013
6. Voices
Sortie : 13 décembre 2013

Settle est le premier album studio du duo de musique électronique britannique Disclosure. Il sort le 31 mai 2013 sur le label Island. L'album contient six des sept singles que compte le duo : Latch, White Noise, You & Me, F for You, Help Me Lose My Mind et Voices. Une édition deluxe paraît avec 4 chansons inédites incluant le remix de Disclosure de la chanson Running de Jessie Ware.

## Réception
Settle est sujet à beaucoup de critiques, positives comme négatives (1/5 étoiles pour The Independant contre 5/5 étoiles pour le Mixmag), et reçoit le Mercury Music Prize de 2013. L'album entre directement à la première place des charts britanniques avec 44 633 exemplaires vendus la première semaine suivant sa sortie. Le 22 juillet 2013, il est certifié disque d'or par le British Phonographic Industry, homonyme britannique du SNEP. Fin octobre 2013, 160 000 exemplaires de l'album ont été vendus. À la suite de l'engouement du public, un album de remixs, Settle: The Remixes, sort le 16 décembre 2013 au Royaume-Uni et le lendemain aux États-Unis.

## Singles
Latch est sorti le 8 octobre 2012 comme le quatrième single du groupe et le premier de leur album. Elle s'est hissée jusqu'à la onzième place des charts britanniques et est restée pendant 32 semaines dans ce classement.  Elle a aussi été classée en Australie, Belgique, Danemark, Irlande, France et aux Pays-Bas.
White Noise est le deuxième single de l'album, sorti le 1er février 2013. Elle est arrivée à la deuxième place du UK Singles Charts, ce qui en fait le single le mieux classé du groupe à cette date. La chanson a aussi été classée en Belgique et en Irlande.
You & Me est sorti le 28 avril 2013 comme le troisième single de l'album. Elle s'est hissée jusqu'à la dixième place des charts britanniques .
F for You, quatrième single de l'album, est sorti le 2 août 2013. La chanson a atteint la vingtième place et est restée pendant 16 semaines dans les charts anglais. Le 5 février 2014, une ré-édition est sortie en featuring avec Mary J. Blige.
Help Me Lose My Mind, cinquième single de l'album, est sorti le 25 octobre 2013. Le single s'est hissé jusqu'à la cinquante-sixième place selon l'Official Charts Company.
Voices, sixième single de l'album, est sorti le 13 décembre 2013.

## Réception critique
Settle a été salué par la critique. En effet, le renommé site web Metacritic lui a attribué un score de 81/100 sur un total de 31 critiques, et reçu alors la mention "Universal acclaim" donnée aux albums de 81 points ou plus. La plupart des critiques ont donné un avis favorable voir très favorable de cet album comme Ondine Benetier des Inrocks : "une house libérée des contraintes, parfois pop à outrance, produite finement, mais diablement tapageuse." ou bien Natalia Wysocka de Metronews : "Il n’y a pas à dire : les mecs aux commandes de Disclosure, Guy et Howard Lawrence, connaissent, pardon, leur «shit». Vous en doutez? Écoutez F For You, tube frais, impeccablement construit. Alors? Du reste, tout le disque se tient."

## Titres de l'album
Toutes les chansons sont produites par Disclosure.
| No  | Titre                                           | Auteur                                          | Durée |
| --- | ----------------------------------------------- | ----------------------------------------------- | ----- |
| 1.  | Intro                                           | Guy Lawrence, Howard Lawrence                   | 1:00  |
| 2.  | When a Fire Starts to Burn                      | G. Lawrence, H. Lawrence                        | 4:43  |
| 3.  | Latch (featuring Sam Smith)                     | G. Lawrence, H. Lawrence, James Napier, Smith   | 4:16  |
| 4.  | F for You                                       | G. Lawrence, H. Lawrence                        | 4:29  |
| 5.  | White Noise (featuring AlunaGeorge)             | G. Lawrence, H. Lawrence, Napier, Aluna Francis | 4:38  |
| 6.  | Defeated No More (featuring Ed Macfarlane)      | G. Lawrence, H. Lawrence, Macfarlane            | 6:09  |
| 7.  | Stimulation                                     | G. Lawrence, H. Lawrence                        | 5:22  |
| 8.  | Voices (featuring Sasha Keable)                 | G. Lawrence, H. Lawrence, Napier, Keable        | 4:05  |
| 9.  | Second Chance                                   | G. Lawrence, H. Lawrence                        | 2:22  |
| 10. | Grab Her!                                       | G. Lawrence, H. Lawrence                        | 5:15  |
| 11. | You & Me (featuring Eliza Doolittle)            | G. Lawrence, H. Lawrence, Napier, Eliza Caird   | 4:29  |
| 12. | January (featuring Jamie Woon)                  | G. Lawrence, H. Lawrence, Woon                  | 5:55  |
| 13. | Confess to Me (featuring Jessie Ware)           | G. Lawrence, H. Lawrence, Ware                  | 4:11  |
| 14. | Help Me Lose My Mind (featuring London Grammar) | G. Lawrence, H. Lawrence, Hannah Reid           | 4:06  |

| 15. | Boiling (featuring Sinéad Harnett)                      | 3:48 |
| 16. | What's in Your Head                                     | 5:31 |
| 17. | Tenderly (digital only)                                 | 5:04 |
| 18. | Running (jouée par Jessie Ware, remixée par Disclosure) | 5:30 |

| 15. | Together (with Sam Smith, Nile Rodgers et Jimmy Napes) | 7:08 |
| 16. | F For You (featuring Mary J. Blige)                    | 6:15 |

| 15. | Together (with Sam Smith, Nile Rodgers et Jimmy Napes) | 7:08 |
| 16. | F For You (featuring Mary J. Blige)                    | 6:15 |
| 17. | Tenderly                                               | 5:04 |
| 18. | Apollo                                                 | 6:44 |

| 19. | Apollo                                                                           | 6:44 |
| 20. | Boiling (featuring Sinéad Harnett) (Dixon Rework)                                | 9:31 |
| 21. | Boiling (featuring Sinéad Harnett) (Medlar Remix)                                | 5:52 |
| 22. | Control (Joe Goddard Remix)                                                      | 3:58 |
| 23. | F for You (TEED Remix)                                                           | 5:54 |
| 24. | Help Me Lose My Mind (featuring London Grammar) (Paul Woolford Remix)            | 7:08 |
| 25. | Help Me Lose My Mind (featuring London Grammar) (Larry Heard Remix)              | 8:38 |
| 26. | Help Me Lose My Mind (featuring London Grammar) (SOHN Remix)                     | 5:11 |
| 27. | January (featuring Jamie Woon) (Kaytranada Edition)                              | 5:21 |
| 28. | Latch (featuring Sam Smith) (DJ Premier Remix)                                   | 3:26 |
| 29. | Latch (featuring Sam Smith) (T. Williams Club Remix)                             | 4:07 |
| 30. | Simulation (Preditah Remix)                                                      | 5:00 |
| 31. | Voices (featuring Sasha Keable) (Wookie Remix)                                   | 5:33 |
| 32. | When a Fire Starts to Burn (Midland Remix)                                       | 5:08 |
| 33. | White Noise (featuring AlunaGeorge) (HudMo Remix)                                | 4:30 |
| 34. | You & Me (featuring Eliza Doolittle) (Flume Remix)                               | 4:42 |
| 35. | You & Me (featuring Eliza Doolittle) (Baauer Remix)                              | 4:02 |
| 36. | Together (Disclosure, Nile Rodgers, James Napier et Sam Smith)                   | 7:08 |
| 37. | F For You (featuring Mary J. Blige) (International Special edition bonus tracks) | 6:15 |

Crédits des samples
- "Intro" et "When a Fire Starts to Burn" contiennent des samples de "Rope-a-dope" de Eric Thomas.
- "Stimulation" contient des samples vocaux de la reprise de Lianne La Havas de "A Long Walk".
- "Second Chance" contient un sample de "Get Along with You" de Kelis.
- "Grab Her!" contient un sample de "Look of Love" de Slum Village.

## Classements
| Classement (2013)          | Meilleur position |
| -------------------------- | ----------------- |
| Australie                  | 5                 |
| Australie (Dance music)    | 2                 |
| Belgique (Flandres)        | 8                 |
| Belgique (Wallonie)        | 76                |
| Danemark                   | 40                |
| Écosse                     | 5                 |
| France                     | 89                |
| Irlande                    | 10                |
| Nouvelle-Zélande           | 15                |
| Norvège                    | 19                |
| Pays-Bas                   | 25                |
| Royaume-Uni                | 1                 |
| Royaume-Uni (Dance music)  | 1                 |
| Suisse                     | 76                |
| US Billboard 200           | 38                |
| US Dance/Electronic Albums | 2                 |

| Chart (2013)               | Position |
| -------------------------- | -------- |
| Belgique (Flandres)        | 135      |
| Royaume-Uni                | 40       |
| US Dance/Electronic Albums | 20       |

## Historique des sorties
| Pays        | Date          | Format(s)                  | Édition(s)                | Label                                  |
| ----------- | ------------- | -------------------------- | ------------------------- | -------------------------------------- |
| Australie   | 31 mai 2013   | CD, LP                     | Standard                  | Universal Music                        |
| Australie   | 31 mai 2013   | Téléchargement digital     | Standard, deluxe          | Universal Music                        |
| Allemagne   | 31 mai 2013   | CD, téléchargement digital | Standard, deluxe          | Universal Music                        |
| Allemagne   | 31 mai 2013   | LP                         | Standard                  | Universal Music                        |
| Irlande     | 31 mai 2013   | CD                         | Standard                  | PMR Records, Island Records            |
| Irlande     | 31 mai 2013   | Téléchargement digital     | Standard, deluxe          | PMR Records, Island Records            |
| Royaume-Uni | 3 juin 2013   | CD, téléchargement digital | Standard, deluxe          | PMR Records, Island Records            |
| Royaume-Uni | 3 juin 2013   | LP                         | Standard                  | PMR Records, Island Records            |
| France      | 3 juin 2013   | CD                         | Standard                  | Universal Music                        |
| France      | 3 juin 2013   | Téléchargement digital     | Standard, deluxe          | Universal Music                        |
| France      | 10 juin 2013  | LP                         | Standard                  | Universal Music                        |
| États-Unis  | 11 juin 2013  | CD, téléchargement digital | Standard                  | Cherrytree Records, Interscope Records |
| États-Unis  | 25 juin 2013  | LP                         | Standard                  | Cherrytree Records, Interscope Records |
| États-Unis  | 15 avril 2014 | CD, téléchargement digital | Version deluxe américaine | Cherrytree Records, Interscope Records |